# Paul Schram
Paul Schram (1987) is een Nederlandse onderzoeksjournalist voor EenVandaag.

## Opleiding
Schram studeerde Journalistiek aan de Hogeschool Utrecht en Geschiedenis aan de Universiteit van Utrecht. 
Hierna werkte hij als redacteur bij Sanoma Uitgevers, nu.nl, Wegener, De Pers en De Ondernemer. Tot zijn opdrachtgevers als freelancejournalist en programmamaker behoorden opdrachtgevers als Adformatie, Emerce, Revu, en BBC Newsnight. Naast het werken aan programma’s als Brandpunt, Oog in Oog (Eén op Eén) en Jinek was hij programmamaker bij Keuringsdienst van waarde en De Rekenkamer. In 2024 maakte hij de documentaire De Acht over het dreigende verdwijnen van wielerronde de Acht van Chaam.
In 2024 kwam Schram op het spoor van misstanden bij huisartsenketen Co-Med. In een zesdelige podcast sprak hij verschillende direct betrokkenen. Het leidde tot een onthutsend beeld over marktwerking in de zorg. Tot de onthullingen behoorden zelfverrijking, slechte zorg en fraude door het bestuur. 

## Erkenning
Met andere deelnemende journalisten kreeg hij De Tegel 2009 Online voor de 35-delige documentaireserie Beagle: In het kielzog van Darwin.
In 2023 volgde samen met Investico een nominatie voor De Loep in de categorie 'Signalerend'.
De Tegel 2024 in de categorie Onderzoek was een erkenning voor zijn werk rond de commerciële huisartsenketen Co-Med. Met een podcast en meerdere artikelen legde hij fraude binnen de organisatie bloot. 
Met zijn reconstructie en onderzoek legde Schram volgens de jury "een systemisch probleem bloot met grote maatschappelijke impact en wetsaanpassingen. Het diepgravende journalistieke werk toont genadeloos aan hoe marktwerking in de publieke sector ontspoorde met duizenden patiënten als slachtoffer."
Van 2015 tot 2023 was Schram bestuurslid van de Vereniging van Onderzoeksjournalisten.

## Prijzen
- De Tegel 2009
- De Tegel 2024